# Chorebus cytherea
Chorebus cytherea är en stekelart som först beskrevs av Nixon 1937.  Chorebus cytherea ingår i släktet Chorebus och familjen bracksteklar. Arten är reproducerande i Sverige. Inga underarter finns listade i Catalogue of Life.